# Eelija (Ojaperv)
Eelija (světským jménem: Ott Ojaperv; 11. května 1977, Tartu – 17. prosince 2024) byl estonský duchovní Estonské apoštolské pravoslavné církve a biskup tartuský.

## Život
Narodil se 11. května 1977 v Tartu.
Roku 1995 dokončil Miina Härma Gümnaasium v Tartu a následně nastoupil na teologickou fakultu Tartuské univerzity, kterou dokončil roku 2000. Roku 2003 získal titul magistra teologie.
Dne 25. dubna 2003 se stal čtecem.
Studoval také italštinu a italskou kulturu na Univerzitě pro cizince v Perugii, filosofii a sémantiku na fakultě filosofie Petrohradské státní univerzity a ruštinu a kulturu na Voroněžské státní univerzitě.
Byl postřižen na monacha se jménem Eelija. Dne 28. července 2006 byl rukopoložen na hierodiakona a 15. dubna 2007 na jeromonacha. Světitelem byl metropolita tallinský a celého Estonska Stefanus (Charalambides). Sloužil ve farnosti Nanebevstoupení Páně ve Viljandimaa a svatého Alexije v Karksi-Nuia.
Roku 2007 nastoupil na studium na Latvijas Universitāte, kterou dokončil následující rok.
Dne 9. října 2008 byl povýšen na archimandritu s právem nosit náprsní kříž s ozdobami.
Dne 21. října 2008 jej Svatý synod Konstantinopolského patriarchátu zvolil biskupem tartuským.
Dne 10. ledna 2009 proběhla v katedrálním chrámu Zesnutí přesvaté Bohorodice v Tartu jeho biskupská chirotonie. Hlavním světitelem byl metropolita Stefanus (Charalambides).
Řadu let trpěl cukrovkou. Zemřel 17. prosince 2024.